# Locrona nigrospersa
Locrona nigrospersa är en insektsart som först beskrevs av Ronald Gordon Fennah 1941.  Locrona nigrospersa ingår i släktet Locrona och familjen Flatidae. Inga underarter finns listade i Catalogue of Life.